# Шумилово (Вологодская область)
Шумилово — деревня в Кирилловском районе Вологодской области.
Входит в состав городского поселения город Кириллов, с точки зрения административно-территориального деления — в Суховерховский сельсовет.
Расстояние до районного центра Кириллова по автодороге — 5 км. Ближайшие населённые пункты — Шортино, Зуево, Курганы, Миняево, Горяйново.
По данным переписи в 2002 году постоянного населения не было.

## Топографические карты
- Лист карты O-37-III Кириллов. Масштаб: 1 : 200 000. Состояние местности на 1983 год. Издание 1987 г.